# Apoštolský vikariát Aguarico
Apoštolský vikariát Aguarico je vikariát římskokatolické církve nacházející se v Ekvádoru.

## Území
Vikariát zahrnuje provincii Orellana.
Vikariátním sídlem je město Puerto Francisco de Orellana, kde se také nachází hlavní chrám - Katedrála Panny Marie Karmelské.
Rozděluje se do 14 farností, a to na 22 000 km². K roku 2017 měl 143 247 věřících, 5 vikariátních kněží, 14 řeholních kněží, 21 řeholníků a 46 řeholnic.

## Historie
Dne 16. listopadu 1953 byla bulou Ex quo tempore papeže Pia XII. zřízena apoštolská prefektura Aguarico, a to z části území apoštolského vikariátu Napo.
Dne 2. července 1984 byla prefektura bulou Haud ignoramus papeže Jana Pavla II. povýšena na apoštolský vikariát.

## Seznam apoštolských prefektů a vikářů
- Igino Gamboa, O.F.M. Cap. (1954-1965)
- Alejandro Labaca Ugarte, O.F.M. Cap. (1965-1970)
- Jesús Langarica Olagüe, O.F.M. Cap. (1970-1984)
- Alejandro Labaca Ugarte, O.F.M. Cap. (1984-1987)
- Jesús Esteban Sádaba Pérez, O.F.M. Cap. (1990-2017)
- José Adalberto Jiménez Mendoza, O.F.M. Cap. (od 2017)